# Creative Technology

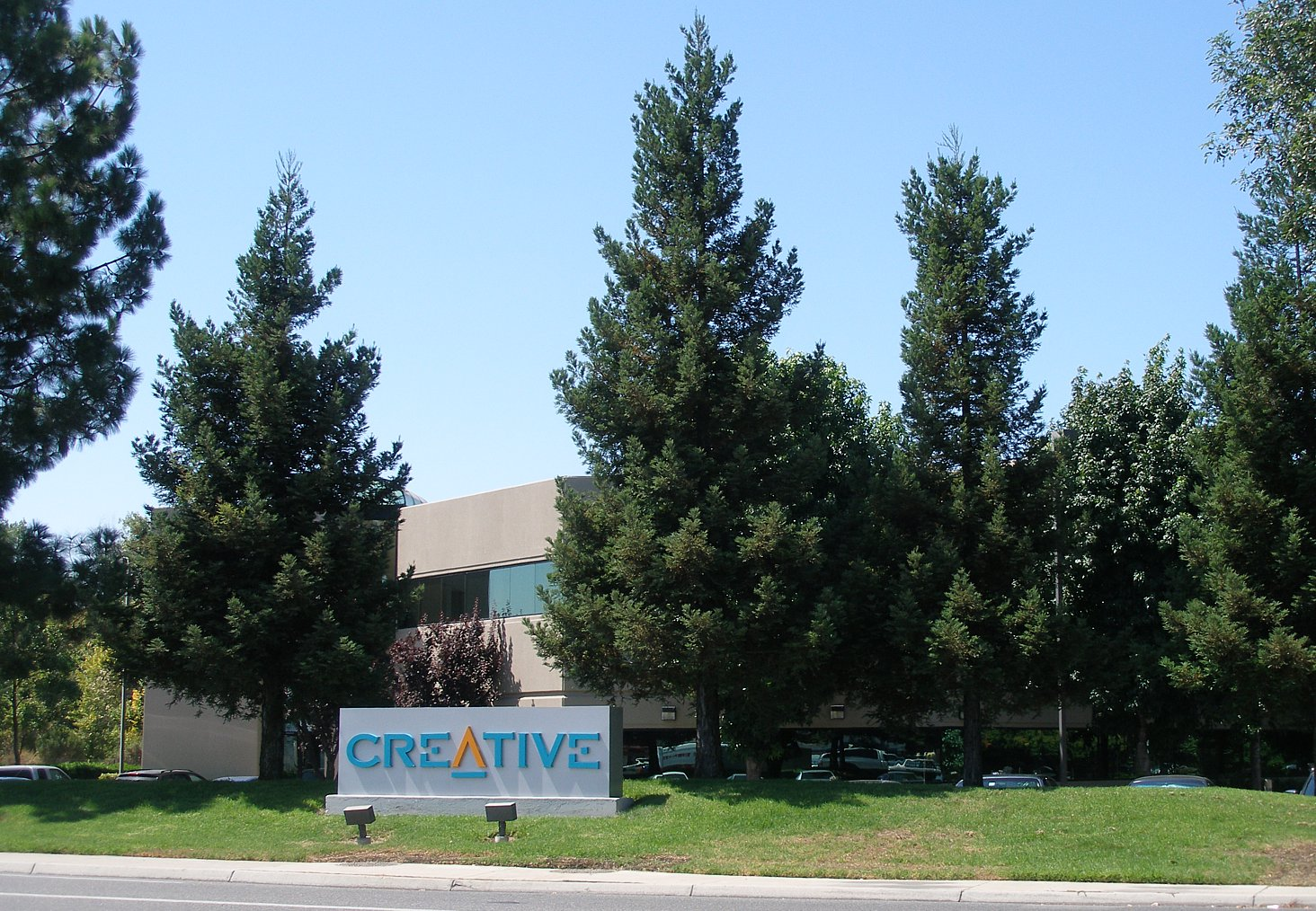
Siedziba Creative Labs w USA

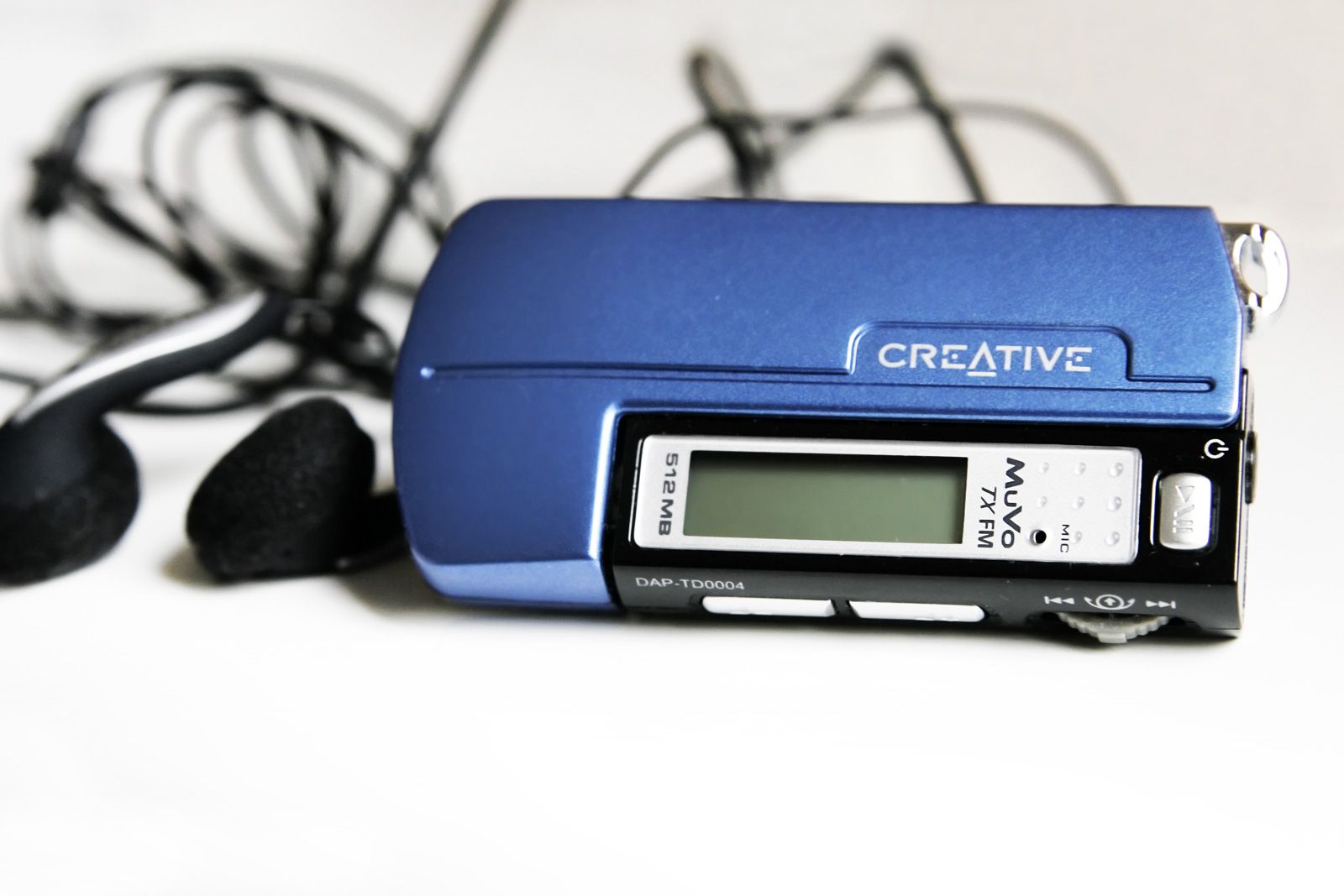
Creative Labs MuVo TX FM 512 MB

Creative Technology Limited – przedsiębiorstwo komputerowe, którego główna siedziba znajduje się w Singapurze. Zostało założone 1 czerwca 1981 roku przez Sim Wong Hoo, który do swojej śmierci był głównym dyrektorem firmy. Spółka publiczna, notowana na giełdach w Singapurze (C76) i amerykańskiej giełdzie NASDAQ (CREAF).
Amerykańska gałąź przedsiębiorstwa nosi nazwę Creative Labs Inc.
Creative produkuje sprzęt peryferyjny do komputerów oraz sprzęt multimedialny – m.in. głośniki, klawiatury, myszy, kamery wideo, kamery internetowe, odtwarzacze mp3 (np. konkurencyjny dla iPoda ZEN). Powszechnie znana z kart dźwiękowych z serii Sound Blaster.

## Polska
W Polsce od 1995 r. jako Creative Labs Inc. Firma przybyła do Polski z USA i zadebiutowała swoim najświeższym wtedy odkryciem, zestawem typu 7.0 składającym się z siedmiu różnych głośników. W październiku 2009 wyłącznym przedstawicielem i zarazem autoryzowanym serwisem Creative w Polsce została firma PowerSales International.